# Andreas Bielau
Andreas Bielau (* 26. August 1958) ist ein ehemaliger deutscher Fußballspieler.
Der Stürmer spielte von 1976 (ab August 1977 in der Oberliga) bis 1980 für die BSG Sachsenring Zwickau und erzielte für die Westsachsen in 31 Spielen in der höchsten Spielklasse der DDR 5 Tore. Nach seinem Wechsel zum FC Carl Zeiss Jena schoss er in der 1. Runde des Europapokals der Pokalsieger 1980/81 gegen den AS Rom die letzten beiden Tore zum 4:0-Rückspielsieg (nach 0:3-Hinspielniederlage). Im Halbfinale gegen Benfica Lissabon erzielte er im Hinspiel die 1:0-Führung (Endstand 2:0), und nach einem 0:1 im Rückspiel erreichte die Mannschaft das Finale, das Jena gegen Dynamo Tiflis unglücklich verlor. Am 19. April 1981 stand er in Udine gegen Italien erstmals in der DDR-Nationalelf. Bis 1985 folgten noch acht weitere Berufungen in die A-Nationalmannschaft. Sein letztes Spiel fand am 16. Oktober 1985 im Glasgower Hampden Park gegen Schottland statt. In der Oberliga absolvierte er bis 1987 für Jena 164 Oberligaspiele, in denen er 42 Tore schoss. Danach wechselte er zurück nach Zwickau in die Liga und hatte mit 17 Toren entscheidenden Anteil am Aufstieg 1988. Mit 19 weiteren Erstligapartien (3 Tore) für Sachsenring in der Saison 1988/89 erhöhte er sein Konto auf insgesamt 214 Partien in der Oberliga mit 50 erzielten Treffern. Seine letzte Saison im Zwickauer Dress spielt Bielau nach dem Abstieg dann 1989/90 wieder in der zweitklassigen Liga.
Andreas Bielau beendete seine Karriere als Spielertrainer beim VfB Auerbach, wo er später auch als Co-Trainer tätig war. Außerdem arbeitete er für kurze Zeit als Physiotherapeut beim FSV Zwickau. Seit 1. Februar 2012 ist Andreas Bielau als Trainer und sportlicher Leiter beim SV Mülsen St. Niclas in der 1. Männermannschaft tätig.